# Porta Nigra
Porta Nigra (den sorte port, lokalt mest omtalt som Porta) er en stor romersk byport i den tyske by Trier, og et af byens vartegn. I 1986 blev den opført på UNESCOs verdensarvsliste som en del af verdensarvsområdet Romerske monumenter, Domkirken og Vor Frue Kirke i Trier.
Porta Nigra blev bygget omkring 180 e.Kr. i den dengang romerske by Augusta Treverorum. Navnet er afledt af bygningens dunkle farve, som opstod ved sandstenens forvitring.